# Rothschildia maurus
Rothschildia maurus este o specie de molie din familia Saturniidae. Este întâlnită în America de Sud, mai ales în Paraguay, Argentina și Bolivia.